# قياس الحدقة
يعد قياس الحدقة، وهو قياس حجم حدقة العين وتفاعلها، جزءًا أساسيًا من الفحص العصبي السريري للمرضى الذين يعانون من مجموعة متنوعة من الإصابات العصبية. وتُستخدم أيضًا في علم النفس.

## قياس الحدقة في العناية المركزة
لأكثر من 100 عام، قيم الأطباء المرضى الذين يعانون من إصابات دماغية مشتبه بها أو معروفة أو تراجع في الوعي، وراقبوا الحالة والاتجاهات العصبية عبر التحقق من حجم وتفاعل الحدقة مع الضوء. فحص الأطباء رد فعل المريض للضوء باستخدام الشمعة قبل ظهور الكهرباء.
حاليًا يقيم الأطباء بشكل روتيني الحدقة كأحد مكونات الفحص العصبي ومراقبة المرضى ذوي الحالات الحرجة، بما في ذلك المرضى الذين يعانون من إصابات دماغية رضية أو من السكتة الدماغية. في عام 2019، أُصدر أول مقياس حدقة يعتمد على الهاتف الذكي كطريقة دقيقة واقتصادية لتحديد حجم الحدقة واستجابتها الديناميكية بشكل موضوعي.

### رعاية المريض والنتائج
أظهرت العديد من الدراسات أهمية تقييم حدقة العين في الفحص السريري، ويستخدم الأطباء المعلومات التي يستنتجونها من تقييم الحدقة على نطاق واسع في علاج المريض وكمؤشر للتدخل الطبي المحتمل.
المرضى الذين يخضعون لتدخل سريع بعد اكتشاف جديد لخلل في حدقة العين لديهم فرصة أفضل للشفاء.
ترتبط التغيرات في منعكس الحدقة الضوئي، وحجم الحدقتين، وتفاوت الحدقتين (الحدقات غير المتساوية) بالنتائج المتوقعة للمرضى الذين يعانون من إصابات الدماغ الرضية. أظهر تصوير تدفق الدم أن تغيرات حدقة العين ترتبط ارتباطًا وثيقًا بأكسجة جذع الدماغ وترويته، ويمكن أن يكون التباين مؤشرًا على حالية مرضية أو خلل وظيفي عصبي معين.
استخدم الباحثون حجم حدقة العين وتفاعلها كمعلمات أساسية للنماذج التنبؤية للنتائج جنبًا إلى جنب مع المعلومات السريرية الأخرى مثل العمر وآلية الإصابة ومقياس غلاسكو للغيبوبة، وربطوا النماذج بوجود وموقع الآفات داخل الجمجمة.
يستخدم مقياس المعاهد الوطنية للصحة للسكتة الدماغية (NIHSS) استجابة الحدقة كأداة تقييم منهجية لتوفير مقياس كمي للعجز العصبي المرتبط بالسكتة الدماغية ولتقييم حدة مرضى السكتة الدماغية، وتحديد العلاج المناسب، والتنبؤ بحالة المريض. 

### التقييم اليدوي مقابل التقييم الآلي للحدقة
تقليديًا، تُجرى قياسات الحدقة بطريقة ذاتية، عبر استخدام مصباح قلم أو مصباح يدوي لتقييم تفاعل الحدقة يدويًا واستخدام مقياس الحدقة لتقدير حجمها. ولكن يخضع التقييم اليدوي للحدقة لأخطاء وتناقضات كبيرة. أظهرت الدراسات أن الخلاف بين الفاحصين في التقييم اليدوي لتفاعل الحدقة يصل إلى 39%. يتضمن قياس الحدقة الآلي استخدام مقياس حدقة العين، وهو جهاز محمول وصغير يوفر قياسًا موثوقًا وموضوعيًا لحجم حدقة العين وتماثلها وتفاعلها للضوء. استخدمت مقاييس الحدقة قبل عام 2018 في الغالب كاميرات الأشعة تحت الحمراء لمراقبة قطر الحدقة. بعد ذلك، في عام 2019، أتاحت التطورات في التعلم الآلي قياس حدقة العين باستخدام الهاتف الذكي. تسمح المقاييس الرقمية بتفسير وتصنيف أكثر صرامة لاستجابة الحدقة وهي ميزة أساسية لكل من مقاييس الحدقة المعتمدة على الأجهزة والبرامج.
نتخلص في قياس الحدقة الآلي من الذاتية في تقييم الحدقة، مما يوفر بيانات أكثر دقة وقابلية للتوجه، ويسمح بالكشف المبكر عن التغييرات بهدف علاج المريض في الوقت المناسب. باستخدام مقاييس الحدقة الآلية والخوارزميات مثل «مقياس الانعكاس»، يمكن للأطباء بسهولة وموضوعية تقييم تفاعل الحدقة الذي قد لا يُلاحَظ عن طريق التقييم اليدوي. ثبت أن أجهزة قياس حدقة العين الآلية أكثر فعالية من التقييم اليدوي للحدقة. وأثبتت أجهزة قياس الحدقة الآلية ذات الطيف البصري المتنقل فعاليتها كبديل لمقاييس الحدقة التي تعمل بالأشعة تحت الحمراء والتي تتطلب تكلفة أعلى. ازداد الجدل حول مقاييس الحدقة التي تعمل بالأشعة تحت الحمراء لأنها غير قادرة بشكل روتيني على قياس كنع الحدقة، وهي ظاهرة حدقية طبيعية. تستخدم مقاييس الحدقة بالأشعة تحت الحمراء واقي العين الذي يوضع على محجر العين أو العظم الوجني ويستخدم معايرة مسافة ثابتة لتحديد حجم الحدقة، الأمر الذي أثار المزيد من التساؤلات حول صلاحية مقاييس المسافة الثابتة، إذ يختلف البشر بشكل كبير في بنية جماجمهم.
وفقًا لإرشادات جمعية القلب الأمريكية الجديدة، فإن معظم الوفيات التي تُعزى إلى إصابات الدماغ الناتجة عن السكتة القلبية ترجع إلى إيقاف العلاجات المحافظة على الحياة بناءً على توقع نتيجة عصبية سيئة. أُدخل مقياس حدقة الأشعة تحت الحمراء الآلي وقياس الحدقة الآلي مؤخرًا في إرشادات جمعية القلب الأمريكية (AHA) المحدثة لعام 2020 للإنعاش القلبي الرئوي (CPR) ورعاية القلب والأوعية الدموية في حالات الطوارئ (ECC) كقياس يدعم تشخيص إصابة الدماغ في المرضى بعد السكتة القلبية.
وجدت دراسة نشرت في مجلة جراحة المخ والأعصاب أن مقاييس الحدقة الآلية قد تشير إلى تحذير مبكر من احتمال تأخر نقص التروية الدماغية وتمكين التصعيد الوقائي للرعاية.
كشفت المجلة الأمريكية للرعاية الحرجة أن ممرضات الرعاية الحرجة وجراحة الأعصاب قللوا باستمرار من تقدير حجم الحدقتين، ولم يكونوا قادرين على تحديد التفاوت الحدقي، وقيموا تفاعل الحدقات بشكل غير صحيح. وخلصت إلى أن قياس الحدقة الآلي هو أداة ضرورية للدقة والاتساق، وأنه قد يسهل الكشف المبكر عن التغيرات الطفيفة في حدقة العين، مما يسمح بتدخلات تشخيصية وعلاجية أكثر فعالية وفي الوقت المناسب.
بالإضافة إلى ذلك، قارنت دراسة من المركز الطبي لجامعة تكساس ساوثويسترن بين 2329 اختبار حدقة يدوي أجري في وقت واحد عن طريق فحص آلي (بمقياس الحدقة) وفحص ذاتي (أطباء أعصاب وجراحة أعصاب وأطباء مقيمين وممرضات عاملين وممارسين من المستوى المتوسط) في ظل ظروف متطابقة وأظهروا انخفاضًا في موثوقية الفاحصين الذاتيين.
يتضمن الآن كلًا من دليل إجراءات الجمعية الأمريكية لتمريض الرعاية الحرجة (AACN) و دليل الإجراءات للرعاية الحرجة والدقيقة والمتقدمة، الطبعة السابعة، والجمعية الأمريكية لتمريض علم الأعصاب (AANN) والمنهج الأساسي لتمريض العلوم العصبية، الإصدار السادس أقسامًا توضح كيفية استخدام مقياس الحدقة، وأهميته في التخلص من الذاتية في التقييم وتفعيله لحدقة العين بطريقة متسقة وموضوعية وقابلة للقياس الكمي. يعد دليل إجراءات الجمعية الأمريكية لتمريض الرعاية الحرجة الذي راجعه أكثر من 100 خبير في تمريض الرعاية الحرجة المرجع المعتمد لإجراءات الرعاية الحرجة، ويعتبر منهج الجمعية الأمريكية لتمريض علم الأعصاب موردًا شاملًا للممارسين التمريضيين في علم الأعصاب.
أُنجزت العديد من التطويرات في قياس الحدقة الآلي المعتمد على الهاتف الذكي في السنوات الأخيرة لاستيعاب العدد المتزايد من الهواتف الذكية المستخدمة في الرعاية الصحية. والجدير بالذكر حصول شركة برايت لامب على أول ملكية فكرية تتعلق بقياس الحدقة الكمي المتنقل.